# Pius Bonifacius Gams
Pius Bonifacius Gams (Mittelbuch, 23 de enero de 1816 – Múnich, 11 de mayo de 1892) fue un historiador, presbítero y monje cristiano alemán de la orden benedictina.

## Biografía
De 1826 a 1834 cursó estudios clásicos en Biberach an der Riß y Rottweil, y filosofía en Tubinga hasta 1838. Aquel mismo año ingresó en el seminario de Rotemburgo y el 11 de septiembre de 1839 fue ordenado sacerdote. En mayo de 1847 obtuvo la cátedra de filosofía e historia general en la Facultad de Teología de Hildesheim. Posteriormente ingresó en la Abadía de San Bonifacio de Múnich, y el 5 de octubre de 1856 pronunció los votos monásticos en la congregación bávara de la Orden benedictina y asumió, junto a Bonifacius, el nombre de Pius. A lo largo de los años fue ostentando cargos cada vez más importantes hasta llegar al de prior.
Sus obras más importantes son la Kirchengeschichte von Spanien ("Historia eclesiástica de España") y sobre todo la Series episcoporum Ecclesiae catholicae quotquot innotuerunt a beato Petro apostolo, considerado aún hoy, a pesar de algunas lagunas respecto a los obispos de las diócesis orientales, el repertorio de referencia para los obispos católicos.

## Obras principales
- Geschichte der Kirche Jesu Christi im neunzehnten Jahrhunderte mit besonderer Rücksicht auf Deutschland, 3 vol. (Innsbruck, 1854-1858)
- Johannes der Täufer im Gefängnisse (Tubinga, 1853)
- Die elfte Säcularfeier des Märtyrertodes des heiligen Bonifacius (Maguncia, 1855)
- Die Kirchengeschichte von Spanien, 3 vol., (Ratisbona, 1862-79)
- Series episcoporum Ecclesiae catholicae quotquot innotuerunt a beato Petro apostolo (Ratisbona, 1873) con dos suplementos
- Das Jahr des Märtyrertodes der Apostel Petrus und Paulus (Ratisbona, 1867).